# Васил Михайлов (престъпник)
Васил Бисеров Михайлов е български престъпник – побойник и хулиган, известен с прозвището си „прокурорският син“ и син на бившия заместник окръжен прокурор на град Перник, Бисер Михайлов. Васил Михайлов е бивш национален състезател на България по таекуондо. Бронзов медалист на Европейското първенство в Италия „Римини 2019“ и пет пъти национален шампион на България по кикбокс и таекуондо. След спорта започва с престъпността. Разследван е за причиняване на средни и тежки телесни повреди и лихварство.
На 11 април 2023 г., в Бургаския районен съд Васил Михайлов се признава за виновен в извършване на престъпление за това, че на 31 август 2021 г. в град Созопол, на алея между дискотека „Мистери“ и бар „Джак“, като нанесъл удар с юмрук в областта на лицето, на П. К. Г. от град С., умишлено му причинил средна телесна повреда, изразяваща се в деформация на носа с тотална реконструкция на носа, което причинило на пострадалия постоянно разстройство на здравето, неопасно за живота, с възстановителен период повече от тридесет дни при обичаен ход на оздравителния процес – престъпление по чл. 129, ал. 2, вр. ал. 1 от Наказателния кодекс.
За това деяние Бургаският районен съд, на основание чл. 129, ал. 2, вр. ал. 1 и чл. 55, ал. 1, т. 2, б. „б“ от  Наказателния кодекс, налага на Васил Михайлов наказание „пробация“, включваща следните пробационни мерки:
1. Задължителна регистрация по настоящ адрес – за срок от 1 година и 6 месеца, с явяване и подписване пред пробационен служител или определено от него длъжностно лице два пъти седмично;
2. Задължителни периодични срещи с пробационен служител – за срок от 1 година и 6 месеца;
3. Безвъзмезден труд в полза на обществото в размер на 100 часа, в рамките на 1 /една/ календарна година.

Обвиняем за 14 престъпления от които средни, леки телесни повреди и закани за убийство. Осъден по 3 престъпления в Сливнешки районен съд и Бургаски районен съд. Делата срещу Васил Михайлов започват през лятото на 2022 г., след като нанася побой на бившия футболист на ФК „Миньор“ (Перник) Румен Андонов. Прокурорският син е арестуван след акция на МВР в Перник, след като кметът на града Станислав Владимиров обявява, че лично ще оглави протестите срещу многократните откази на полицията да работи по сигнали срещу Михайлов. Докато е в ареста по обвинения в нанесените побои, Михайлов заплашва със саморазправа надзирател от Главна дирекция „Охрана“ (ГДО).